# Яманакако
35°24′38″ пн. ш. 138°51′39″ сх. д. / 35.41056° пн. ш. 138.86083° сх. д.
Яманакако́ (яп. 山中湖村, やまなかこむら, МФА: [jamanakako muɾa]) — село в Японії, в повіті Мінамі-Цуру префектури Яманасі. Станом на 1 квітня 2009 площа села становила 52,81 км². Станом на 1 липня 2011 населення села становило 5282 осіб.